# Управљачка јединица
Управљачка јединица је компонента процесора (CPU) која усмерава рад процесора. Она контролише комуникацију и координацију између улазно / излазних уређаја. Управљачка јединица чита и интерпретира инструкције и одређује редослед за обраду података.
Она усмерава рад других јединица обезбеђивањем временских сигнала и контролних сигнала.
Свим ресурсима рачунара управља CU (управљачка јединица). Она усмерава проток података између процесора (CPU) и других уређаја. Управљачка јединица је историјски дефинисана као један посебан део референтног модела Фон Нојманове архитектуре 1946. године. У савременом дизајну рачунара, управљачка јединица је обично интерни део процесора (CPU) са његовом укупном улогом и непромењеним начином рада.

## Функције управљачке јединице
Контролна јединица спроводи скуп инструкција процесора. Обавља задатке преузимања, декодирања, управља извршавањем, и најзад, меморише (сачува, складишти) резултате. Контролна јединица може управљати превођењем инструкција (не података) до микроинструкција и управља распоређивању микроинструкција између различитих извршних јединица. На неким процесорима, контролна јединица може се даље поделити у друге јединице, као што је јединица за распоређивање за руковање распоређивањем или јединицом за повлачење која се бави резултатима из проточне обраде(енгл. pipeline). Контролна јединица управља главним функцијама процесора.
Контролна јединица је коло које контролише проток података кроз процесор, и координира активностима других јединица унутар ње. На неки начин, то је "мозак у мозгу", пошто она контролише оно што се дешава унутар процесора, што заузврат контролише остатак рачунара.
Примери уређаја који захтевају контролну јединицу су процесори и графичке процесорске јединице (GPU). Контролна јединица прима спољне инструкције или команде које претвара у низ контролних сигнала које контролна јединица примењује на путању података да имплементира секвенцу од RTL операција.

## Хардверска управљачка јединица
Хардверске контролне јединице се имплементирају кроз употребу секвенцијалних логичких јединица, карактерише је коначан број гејтова (gates) који могу да генеришу конкретне резултате на основу инструкција које су коришћене да позову те одговоре. Хардверске управљачке јединице су обично брже од микропрограмираног дизајна.
Њихов дизајн користи фиксну архитектуру– то захтева промене у инсталацијама уколико је скуп инструкција модификован или промењен.
Ова архитектура је пожељна у рачунару са смањеним скупом инструкција(RISC), јер они користе једноставнији скуп инструкција.
Контролер који користи овај приступ може да ради великом брзином, међутим, он има мало флексибилности, а и сложеност скупа инструкција које он може да имплементира је ограничена.
Хардверски приступ је постао мање популаран како су се рачунари развијали. Раније, контролне јединице за процесоре су користиле ad-hoc логику, и било их је тешко дизајнирати.

## Микропрограмска управљачка јединица
Године 1951., Морис Винсент Вилкис је увео идеју микропрограмирања као средњег нивоа за извршавање инструкција рачунарских програма. Микропрограми су организовани као низ микроинструкција и меморисани у посебној контролној (управљачкој) меморији. Алгоритам за микропрограмске управљачке јединице је обично одређен дијаграмом тока. Главна предност микропрограмске управљачке јединице је једноставност њене структуре. Излази из контролера се организују у микроинструкције и могу се лако заменити.